# AJ-60A
L'AJ-60A és un motor de coet de combustible sòlid produït per Aerojet Rocketdyne. Brutalment està en ús al vehicle de llançament Atlas V de la companyia nord-americana United Launch Alliance (ULA).

## Història
El motor coet AJ-60A va se desenvolupat entre el anys 1999 i 2003 específicament pel seu ús al coet Atlas V. El 2015 la companyia ULA va anunciar que canviaria al nous propulsors Graphite-Epoxy Motor produïts per Northrop Grumman. Una versió allargada d'aquests també s'utilitzarà el nou coet Vulcan.